# Рипонский собор
Рипонский собор (англ. Ripon Cathedral), полностью Кафедральный собор святого Петра и святого Вильфрида (англ. Cathedral Church of St Peter and St Wilfrid), до 1836 года Рипонский минстер — готический собор в Рипоне в графстве Норт-Йоркшир. Один из трёх соборов диоцеза Лидса, памятник архитектуры Англии 1 класса.
Был основан как монастырь шотландскими монахами в 660-х годах, в 672 заново основан как бенедиктинский монастырь святым Вильфридом. Церковь стала коллегиальной в X веке и была одной из главных церквей обширной епархии Йорка до конца Средних веков. Существующее здание церкви является четвёртым по счёту с момента основания и построено в XIII—XVI веках. В 1836 году церковь стала собором диоцеза Рипона. В 2014 году стал одним из трёх соборов Лидской епархии.
Собор известен готическим западным фасадом в раннем английском стиле, который считается одним из лучших в своем роде, и восточным окном в геометрическом подстиле декоративной готики. Склеп Вильфрида, сохранившийся от церкви VII века является ярким примером раннехристианской архитектуры Англии.

## Англосаксонский период
Каменная церковь на месте существующего собора появилась в 672 году, когда св. Вильфрид построил её на месте прежней деревянной церкви небольшой обители, дочерней от монастыря св. Айдана в Мелрозе. Это было одно из самых ранних каменных зданий в англосаксонской Нортумбрии. От этого здания сохранилась маленькая крипта. Таким образом, христианское богослужение в Рипоне продолжается уже более 1300 лет.
Вильфрид привёл каменщиков и штукатуров из Франции и Италии. Стефан Рипонский, автор жития св. Вильфрида, написанного в VIII веке, пишет:
| | In Ripon, Saint Wilfrid built and completed from the foundations to the roof a church of dressed stone, supported by various columns and side-aisles to a great height and many windows, arched vaults and a winding cloister. |  | В Рипоне святой Вильфрид выстроил вполне от фундамента до крыши высокую церковь из тёсаного камня под каменными сводами с опорою на многоразличные колонны и боковые нефы, со множеством окон и с клуатром. |  |
| James, Sara N. 1: Missionaries, monks and marauders: Pre-Conquest England, the heptarchy-Edward the Confessor, C 600–1066 // Art in England : the Saxons to the Tudors, 600-1600. — Oxford : Oxbow Books, 2016. — P. 10. — ISBN 978-1-78570-223-5. | |  | |  |

Вильфрид был похоронен в этой церкви близ алтаря. Это здание было разрушено в 948 году по приказу короля Эдреда в назидание архиепископу Йоркскому.
Второй минстер вскоре поднялся на старом месте, но был разрушен Вильгельмом Завоевателем в 1069 году.

## После завоевания Англии
Первый нормандский архиепископ Йоркский Томас из Байё выстроил третью церковь, остатки которой вошли в капитулярную залу следующего здания — пышного минстера, воздвигнутого архиепископом Роджером де Понт-л'Эвек в XII веке.
Современный западный фасад в раннеанглийском готическом стиле построен в 1220 году. Симметричные башни были увенчаны деревянными шпилями под свинцовой кровлей.
Большое восточное окно появилось в результате реконструкции хоров, прошедшей в 1286—1330 годах, Певзнер считает его «великолепным» образцом в ряду больших окон в декоративном готическом стиле, построенных в Северной Англии. В связи с Войной Роз строительство приостановилось, и было возобновлено после воцарения Генриха VII в 1485 году. Тем временем в результате землетрясения 1450 года обрушилась башня на средокрестии. В 1489—1494 годах созданы 34 мизерикордии в том же «рипонском» стиле, в котором вырезаны мизерикордии в Беверли-минстере и Манчестерском соборе. По легенде изображение кролика и грифона на мизерикордии вдохновило Льюиса Кэррола на создание образов Белого Кролика и Грифона в «Алисе в Стране чудес».
В 1501—1522 годах подняли стены центрального нефа и добавили боковые. В 1547 году Эдуард VI распустил соборную коллегию, забрав доходы собора в королевскую казну, и башня на средокрестии так и не была завершена в перпендикулярном стиле, как планировалось.
В ходе английской революции церковь лишилась большинства витражей и некоторых статуй
В 1836 году минстер обрёл статус кафедрального собора первой со времён Реформации Тюдоров вновь созданной епархии — Рипонской. Однако в 2014 году епархия была включена в новый диоцез Лидса, и собор стал одним из трёх равнозначных соборов Лидской епархии.

## Музыка
В юго-западной башне располагается звонница из 13 колоколов. 10 колоколов отливки 1932 года настроены по диатонической гамме, а в 2008 году к ним прибавлены ещё три, два верхних, составляющих 12 диатонических ступеней, и бемоль шестой ступени.

### Орган
Самая ранняя запись о существовании органа датируется 1399 годом. Больше известно об органе, построенном в 1667 году Уильямом Престоном из Йорка. В 1690 году орган на преграде строит Джерард Смит, племянник Отца Смита. Возможно, корпус Смита был впоследствии перенесён в церковь св. Тейло в Лландело, Кармартеншир, Уэльс. Орган ремонтировался в 1789 году Джоном Дональдсоном из Йорка и в 1838 году манчестерским мастером Сэмюэлом Ренном, который увеличил инструмент и изготовил новый корпус. В 1878 году новый трёхмануальный орган построил Льюис, использовав часть регистров прежнего. Корпус его изготовлен по проекту Джорджа Гилберта Скотта. В 1912 году началась перестройка органа даремской фирмой Harrison & Harrison, прерванная Первой мировой войной и законченная только в 1926 году. После неё орган стал четырёхмануальным (с педалью) 53-регистровым (от 32-футовых). В 1950 году его трактура была сделана электропневматической. В 1964 году Harrison & Harrison снова расширили орган до 31 регистра. В 2013 году орган прошёл тщательную чистку и ремонт всех труб, некоторые регистры приближены к оригиналу Льюиса.
Первый упомянутый органист (в 1447 году) — священник Томас Литстер. Среди известных органистов — композиторы Чарльз Гарри Муди и Рональд Эдуард Перрин.

## Фотогалерея
- Чертёж западного фасада
- Детали западного фасада
- Мизерикордия с грифоном и кроликом
- Блеммий
- Ripon Minster, Хендрик Франс де Корт[англ.], ок. 1800.
- Витраж со св. Михаилом, западный конец собора
- Моисей и Мельхиседек, капелла св. Петра
- Восточный фасад
- Преграда
- Орган
- Хоры
- Крипта, снимок 1901 года